# Orțișoara

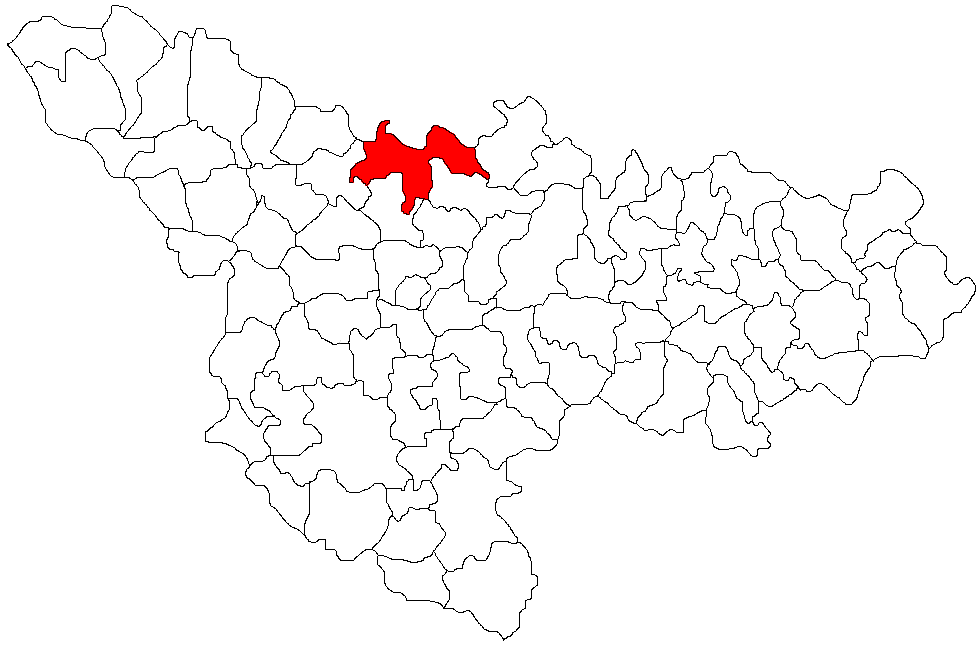
Lage der Gemeinde Orțișoara im Kreis Timiș

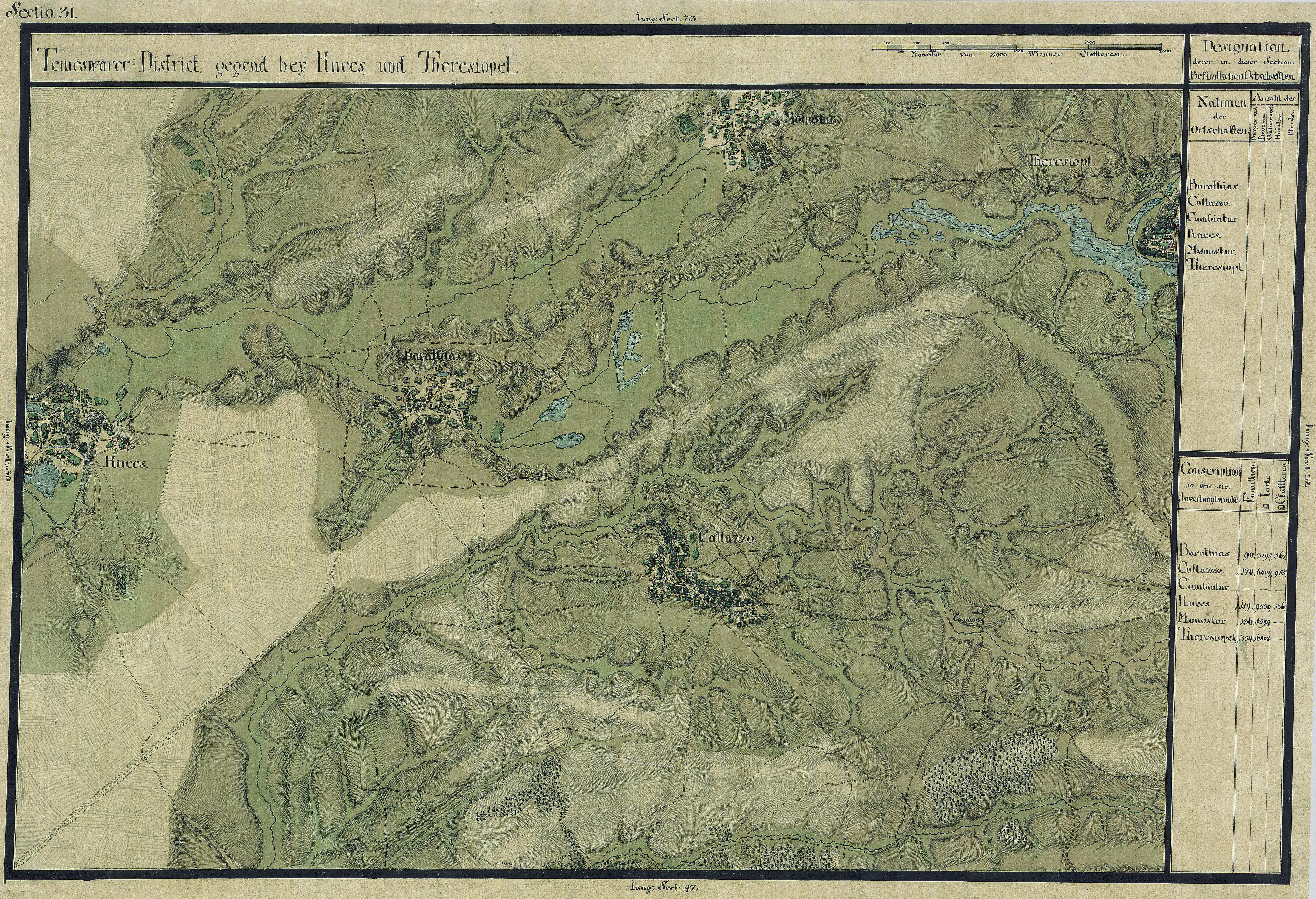
Orțișoara auf der Josephinischen Landaufnahme (1769–1772)

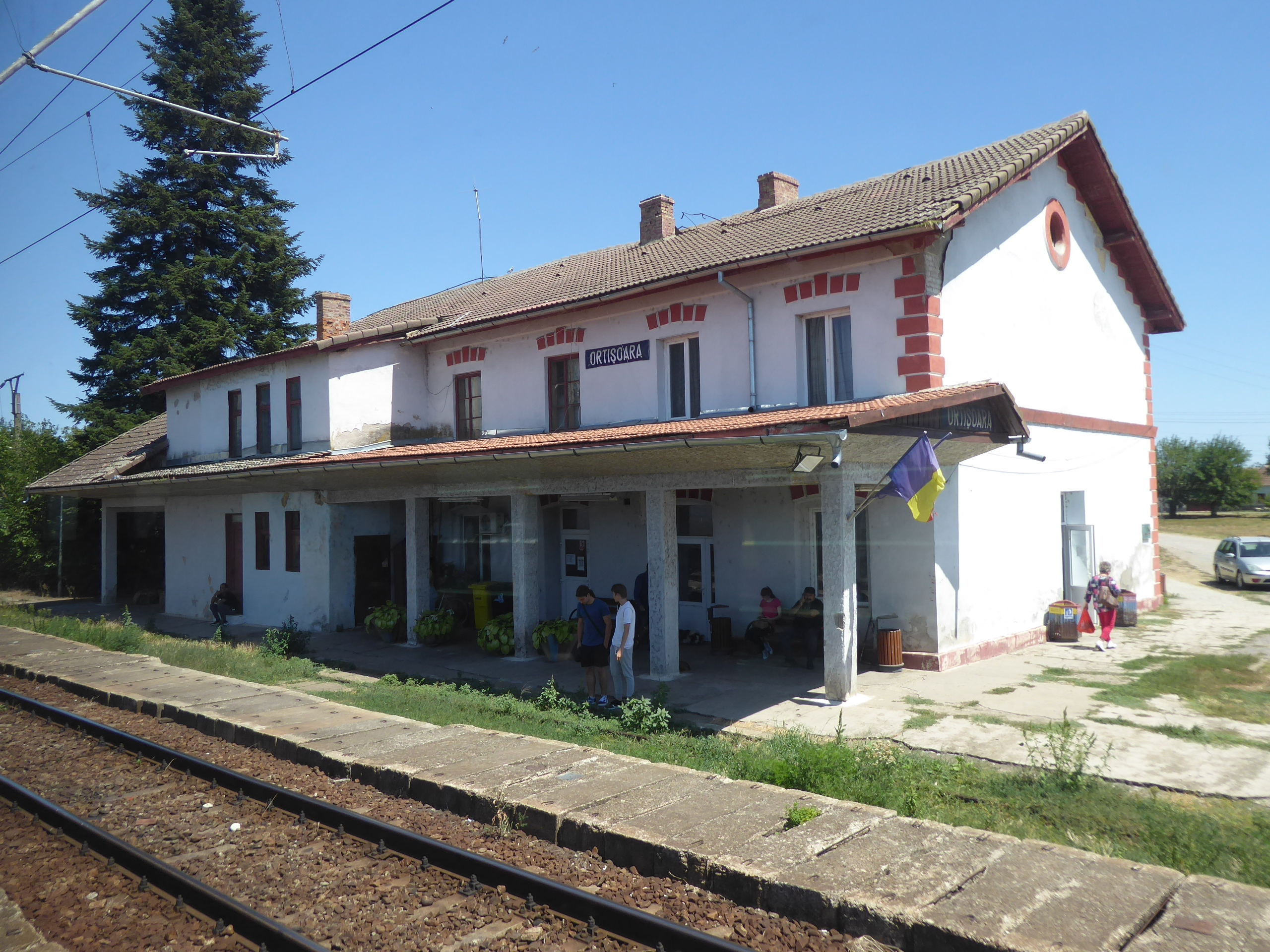
Bahnhof Orțișoara

Orțișoara [or'tsiʃoara] (deutsch Orzydorf, ungarisch Orczyfálva) ist eine Gemeinde im Kreis Timiș in der Region Banat im Südwesten Rumäniens, genau auf halber Strecke zwischen Timișoara und Arad.

## Nachbarorte
| Gelu      | Vinga                                       | Șagu    |
| Satchinez | Kompassrose, die auf Nachbargemeinden zeigt | Fibiș   |
| Hodoni    | Sânandrei                                   | Pișchia |

## Geschichte
Urkundlich wird ein Ort, der sich auf dem Gebiet des heutigen Orțișoara befindet, 1318 unter dem Namen „Kakat“ erstmals in den päpstlichen Zehentregistern erwähnt. Auf der Mercy-Karte von 1723 bis 1725 ist an der Stelle, wo sich heute Orțișoara befindet, das „Praedium Kokot“ mit einem Posthorn verzeichnet.
Angesiedelt wurde Orzydorf 1785 mit 200 Familien, die vorwiegend aus Lothringen, aus dem Saarland, aus Rheinland-Pfalz, Württemberg und Bayern kamen. Seinen Namen erhielt das Dorf nach Ladislaus Baron Orcy, welcher bei der Ansiedlung des Ortes Präsident der Temescher Kameraladministration war. In Orzydorf wird von den deutschstämmigen Bewohnern eine südwestrheinfränkische Mundart gesprochen. Orzydorf war von 1785 bis 1836 kameraler Besitz. 1836 erwarb Baron Georg Simon Sina von Hodos und Kizdia das Dorf. Nach der Revolution von 1848/49 wurde in Orzydorf die Patrimonialherrschaften abgeschafft.
Die erste Schule wurde 1785 errichtet, die erste Kirche 1809 erbaut. Bis zu diesem Zeitpunkt wurde der Gottesdienst im Schulhaus abgehalten. 1867 wurde die heutige römisch-katholische Kirche erbaut.
Zu der Gemeinde Orțișoara gehören die Dörfer Călacea, Cornești und Seceani.
Erwähnenswert sind in Orțișoara drei Denkmäler: die Herz-Jesu-Statue, 1884 von den Familien Klemens, Leichnam und Weisz gestiftet, das Heldendenkmal, 1922 von der „Schwäbischen Volksgemeinschaft“ und das Dreifaltigkeitsdenkmal, 1905 von den Eheleuten Johann und Katharina Krepil gestiftet.
Der Vertrag von Trianon am 4. Juni 1920 hatte die Dreiteilung des Banats zur Folge, wodurch Orțișoara an das Königreich Rumänien fiel.
Im Ersten Weltkrieg hatte Orțișoara 75 Kriegsopfer zu beklagen. Im Zweiten Weltkrieg sind insgesamt 82 Soldaten gefallen. Am 15. Januar 1945 wurden 361 Männer und Frauen aus Orțișoara zur Zwangsarbeit in die Sowjetunion deportiert worden, davon kamen 70 Personen nicht mehr zurück. 1945 fand auch in Orțișoara wie im gesamten Rumänien die Enteignung der Deutschen statt. 1948 wurden die Industrie-, Handels- und Gewerbeunternehmen verstaatlicht. 1950 wurde in Orțișoara die Landwirtschaftliche Produktionsgenossenschaft (LPG) gegründet. 1958 wurden den Deutschen ihre enteigneten Häuser zurückgegeben. Nach dem Zweiten Weltkrieg unterlag die demografische Struktur von Orțișoara, bedingt durch die Auswanderung der Deutschen, einem stetigen Wandel.

## Demografie
| Volksgruppe | 1910 | Prozente |
| ----------- | ---- | -------- |
| Rumänen     | 3574 | 57,78 %  |
| Ungarn      | 325  | 5,25 %   |
| Deutsche    | 2259 | 36,52 %  |
| Andere      | 28   | 0,45 %   |
| Gesamt      | 6186 | 100 %    |

| Volksgruppe | 1977 | Prozente |
| ----------- | ---- | -------- |
| Rumänen     | 3893 | 75,30 %  |
| Ungarn      | 325  | 6,28 %   |
| Deutsche    | 903  | 17,47 %  |
| Andere      | 49   | 0,95 %   |
| Gesamt      | 5170 | 100 %    |

| Volksgruppe | 2002 | Prozente |
| ----------- | ---- | -------- |
| Rumänen     | 3887 | 95,27 %  |
| Ungarn      | 119  | 2,91 %   |
| Deutsche    | 47   | 1,16 %   |
| Andere      | 27   | 0,66 %   |
| Gesamt      | 4080 | 100 %    |

| Volksgruppe | 2021 |
| ----------- | ---- |
| Rumänen     | 3478 |
| Ungarn      | 51   |
| Deutsche    | 15   |
| Andere      | 3412 |
| Gesamt      | 4104 |

## Verkehr
Orțișoara liegt an der Bahnstrecke Timișoara–Arad und dem Drum național 69.

## Persönlichkeiten
- Josef Schmidt (1913–1993), schulamtlicher Funktionär, Bundesvorsitzender der Landsmannschaft der Banater Schwaben
- Hilde Lauer, verheiratete Tătaru (* 1943), Kanutin, Medaillengewinnerin bei Olympia